# Дизелестроительный завод имени С. М. Кирова (Токмак)
Дизелестроительный завод им. С. М. Кирова (ранее «Красный прогресс», «Завод № 175») — крупный машиностроительный завод в городе Токмак Запорожской области. Один из старейших заводов в Украине, основанный в 1882 году. В советское время был одним из ведущих дизелестроительных заводов СССР (выпускал более 90 модификаций дизельных двигателей), а также одним из основных торпедостроительных предприятий. Являлся градообразующим предприятием Токмака, на котором работало около 10 тыс. чел.. Территория завода составляла 54 га (под промышленными объектами — 290600 м²). С конца 1970-х годов входит в производственное объединение «Юждизельмаш». В конце 2000-х годов вследствие огромной задолженности производство прекращено, заводское имущество и площади частично распроданы.

## История завода до 1990-х гг.
В 1882 году в селе Большой Токмак Таврической губернии основывается и развивается завод земледельческих машин и орудий немца Фукса. Три года спустя неподалёку от него был основан аналогичный завод австрийца Клейнера. Заводы производили сеялки, буккеры, жатки, происходил постепенный рост производства.
С началом Первой мировой войны объём выпускаемой продукции снизился из-за мобилизации многих рабочих и трудностей в обеспечении материалами и топливом. В октябре 1915 года заводы (переименованные в  «Триумф» и «Киранон») перешли в распоряжение военного ведомства, в них расположились автомобильная и мотоциклетная роты. В годы Гражданской войны оба завода были существенно разрушены.
Осенью 1920 года была разработана программа восстановления производства на заводах. 28 июня 1922 года экономическое совещание при уездном совете профсоюзов постановило объединить оба завода в Первый государственный завод сельскохозяйственных машин и орудий уездного СНХ. Позже, в день 5-й годовщины Октябрьской революции, завод был назван «Красный прогресс». Он вошёл в состав созданного в том же году Всесоюзного объединения тяжёлого машиностроения.
В 1923 году заводу было предложено наладить серийное производство трактора «Запорожец» (опытный образец которого был создан в с. Кичкас в 1921 году); он производился до 1927 года, было выпущено около 800 машин. К 1925 году на заводе работало 1196 чел., выпускались нефтяные двигатели с тележками, трактора «Запорожец», жатки, буккеры, плуги, веялки, токарные станки. В 1927 года на заводе начинает издаваться многотиражная газета «Металлист» (позже переименованная в «Червоний двигун»), а также открывается заводской клуб «Металлист».
С 1929 года завод работает по пятилетним планам. Начинается производство пятитонных тракторных тележек, бензиновых двигателей «Прогресс», судовых и ветросиловых двигателей. Завод был подчинён всесоюзному объединению «Союздизель», и с конца 1931 года на нём начинается испытание образцов заграничных дизельных двигателей с целью разработки нового типа советского маломощного дизеля. В 1933 году был создан первый двухтактный дизель «Пионер».
В середине 1930-х гг. происходит реконструкция завода, направленная на максимально рациональное использование зданий, пополнение парка оборудования и упорядочение технологического процесса. 9 июля 1935 года заводу было присвоено имя Сергея Мироновича Кирова. Во второй половине 1935 года на заводе разворачивается стахановское движение. В это же время постановлением правительства заводу ставится задача освоить производство первого отечественного образца морского оружия — самодвижущихся морских мин. Уже в начале 1938 года на вооружение ВМФ СССР была принята изготовленная заводом торпеда калибра 450 мм под шифром 45-36Н (без стабилизатора).
В начале Великой Отечественной войны завод, как имеющий стратегически важное значение, был эвакуирован. Эвакуация прошла с 21 августа по 16 сентября 1941 года, было полностью вывезено оборудование и продукция. Эшелоны с людьми и оборудованием прибыли в Махачкалу и были размещены в посёлке Двигательстрой (ныне город Каспийск), где токмакский завод влился в завод № 182 (ныне «Дагдизель»), также производивший торпеды. Однако через год Махачкала оказалась в прифронтовой полосе и завод вновь был вынужден эвакуироваться, на этот раз в Алма-Ату (частично также в Петропавловск), где был основан алматинский машиностроительный завод имени С. М. Кирова. Хотя строительство завода пришлось начинать с нуля, станки и оборудование монтировали одновременно с возведением стен. К изготовлению торпед приступили задолго до установки перекрытий и крыш. К 1943 году производство было запущено, завод приступил к выпуску торпед 53-38У и 53-39. Завод производил также снаряды разных калибров, миномёты и автоматы ППШ.
Во время оккупации Токмака завод частично функционировал, изготавливались ручные кукурузные молотилки, сапы, грабли, зажигалки. В конце сентября 1943 года, после освобождения Токмака, началось восстановление завода. Многие специалисты возвратились на завод из Казахстана и Дагестана. В послевоенный период на заводе осуществлялся выпуск новых дизелей мощностью 40 и 80 л.с.
В начале 1950-х гг. были созданы базовая модель дизеля 6Ч 12/14, различные модификации дизель-генераторов постоянного и переменного тока, главных судовых двигателей и дизелей для привода различных механизмов. Параллельно с освоением производства этих дизелей изготавливаются компрессоры высокого давления. С 1960-х гг. начинается производство дизелей с газотурбинным наддувом 6Ч 12/14 с 80 до 180 л. с. В 1967 году открывается музей трудовой и боевой славы завода.
16 февраля 1976 года завод награждён орденом Трудового Красного Знамени за создание и освоение новых современных дизелей и досрочное выполнение заданий 9-го пятилетнего плана. Завод становится головным предприятием производственного объединения «Юждизельмаш». В 1980-х гг. проходило дальнейшее развитие предприятия, вводились новые технологии, проводилась комплексная механизация и автоматизация производства, выпускались дизеля 4Ч 10,5/13; 6ЧН 12/14; 6Ч 15/15, запасные части к ним, товары народного потребления, дизель-генераторы.

## Современное состояние
В марте 1995 года производственное объединение «Юждизельмаш» было преобразовано в акционерное общество, в 1996 году в открытое акционерное общество «Юждизельмаш» (укр. Південдизельмаш). На предприятии были заняты работой свыше 9000 человек, мощность предприятия позволяла выпускать 14000 дизелей в год при режиме работы в две смены. Постановлением Кабинета министров Украины от 03.03.1999 г. № 951 предприятие было отнесено к имеющим стратегическое значение для экономики и обороны страны.
В начале 2000-е гг. завод вступил в период кризиса. В 2000 году было возбуждено дело о банкротстве ОАО «Юждизельмаш» в результате невыполненных обязательств по кредитному договору с «Приватбанком».
С 2004 года рабочим перестал идти трудовой стаж, численность работающих составила всего 1445 человек. В 2006 году разрабатывается и утверждается в судебном порядке мировое соглашение и план санации, призванный возобновить производство. После этого большая часть ликвидных активов ОАО была передана кредиторам четвёртой очереди, малоликвидное имущество осталось у «Юждизельмаша». С 2007 года производство на полтора года возобновили. Также в 2007 году апелляционный суд отменил мировое соглашение, хотя отчуждённое к тому времени имущество не было возвращено.
В 2007 году Кабинет министров Януковича передал 69,884 % акций завода в собственность Запорожского областного совета, делегировав ему управленческие функции. Завод также разделился на ОАО «Юждизельмаш», ООО «Машиностроительный завод им. Кирова» («МашЗик») и ООО «Завод им. Кирова» («Зик»). С лета 2008 года рабочим прекратили выплачивать зарплату, не рассчитавшись с предыдущими долгами. Производственная деятельность на всех трёх предприятиях остановлена, территория завода взята под охрану. Имущество предприятия находится в руках более 20 различных собственников. Общая задолженность «Юждизельмаша» составляет 42,3 млн. гривен. Чтобы погасить накопленные долги, завод распродаёт металлообрабатывающее оборудование (прессы и станки) и здания цехов.
В 2009 году группа Запорожского облсовета по изучению социально-экономической ситуации на ОАО «Юждизельмаш» рассматривала три варианта дальнейшей судьбы данного предприятия: ликвидация «Юждизельмаша», его банкротство и продажа акций. На заводе оставалось всего 48 сотрудников, в основном администрация и охрана. В результате, производство было прекращено, мощности и имущество завода распроданы. В настоящее время на производственной площадке находятся отдельные производства, выпускающие номенклатуру деталей, необходимых для ремонта «юждизельмашевских» двигателей.

## Производимая продукция
На начало 2000-х годов
- Генераторы дизельные
- Дизель-генераторы судовые вспомогательные и аварийные
- Дизель-генераторы, компрессоры, насосы, парогенераторы
- Оборудование гидравлическое и маслогидравлическое
- Оборудование для гидроэлектростанций
- Регуляторы, устройства управления и оборудование гидравлические
- Спецтехника железнодорожная

## Награды
За создание и освоение новых современных дизелей и дизельных генераторов завод был награждён:
- орденом Трудового Красного Знамени (16 февраля 1976)
- орденом Октябрьской революции (1982)

## Руководители
- Краснянский И. В. — с 1923
- Компанец Феодосий Данилович
- Алфёров, Владимир Иванович (1904—1995) — с 1938 директор торпедостроительного завода № 175 (Токмак), затем торпедостроительного завода № 182 (Махачкала)
- Могилевский Иван Силантьевич (1906—1971) — по декабрь 1965
- Ахрамеев, Василий Никифорович — с 1965
- Чемерис Анатолий Михайлович
- Прудников Геннадий Викторович
- Жадлун Анатолий Николаевич
- Левчук Николай Леонидович
- Николаенко Николай, депутат Запорожского областного совета от Партии регионов
- Заслуженный  учитель истории и  руководитель музея завода им. Кирова (ЗИК) Прошута.

## Выдающиеся работники завода
(Удостоенные государственных наград)
- Алфёров, Владимир Иванович (1904—1995) — Герой Социалистического Труда (1949), награждён пятью орденами Ленина, двумя орденами Красного Знамени, тремя орденами Трудового Красного Знамени, орденом Красной Звезды, медалями; дважды лауреат Сталинской премии (1949, 1953 годы).
- Ахрамеев, Василий Никифорович — заслуженный машиностроитель Украины, почётный гражданин Токмака; награждён орденом Ленина, двумя орденами Трудового Красного Знамени; в 2000-е гг. депутат горсовета от партии «Батьківщина»
- Гуторов И. Н. — ветеран Великой Отечественной войны, ветеран труда завода; награждён орденом Ленина (1974)
- Ивченко, Александр Георгиевич (1903—1968) — советский авиаконструктор, академик АН УССР (1964), Герой Социалистического Труда (1963), лауреат Государственной премии СССР (1948), Ленинской премии (1960); награждён 2 орденами Ленина, 4 другими орденами, а также медалями.
- Кот, Алексей Николаевич (1914—1997) — Герой Советского Союза (1944); награждён 3 орденами Ленина, 3 орденами Красного Знамени, 2 орденами Отечественной войны 1-й степени, орденом Красной Звезды, медалями
- Матюх, Павел Иванович (1911—1980) — Герой Советского Союза (1943); награждён орденом Ленина, орденом Красной Звезды, медалями
- Охай, Григорий Ульянович (1917—2002) — Герой Советского Союза (1951); награждён орденами Ленина, Красного Знамени, Отечественной войны 1-й и 2-й степени, 2 орденами Красной Звезды, медалями
- Пивень, Пётр Петрович — участник Великой Отечественной войны, ветеран труда завода; награждён орденом Красной Звезды, орденом Трудового Красного Знамени, медалями
- Резчик, Пётр Харитонович — Герой Социалистического Труда (1966), депутат Верховного Совета СССР (1946), член Президиума Верховного Совета Казахской ССР; награждён орденом Трудового Красного Знамени (1939)
- Сопин Г. Н. — награждён орденом Ленина (1971)
- Тимощенко И. Т. — ветеран труда завода; награждён орденом Ленина

## Адрес
- Украина, 71700, Запорожская обл., г. Токмак, ул. Ленина 1